# Едуард Стенчою
Едуард Стенчою (рум. Eduard Stăncioiu, нар. 3 березня 1981, Бухарест) — румунський футболіст, що грав на позиції воротаря.
Виступав, зокрема, за клуб «ЧФР Клуж», а також національну збірну Румунії.
Триразовий чемпіон Румунії. Триразовий володар Кубка Румунії. 

## Клубна кар'єра
У дорослому футболі дебютував 1998 року виступами за команду «Спортул», у якій провів вісім сезонів, взявши участь у 109 матчах чемпіонату. 
Своєю грою за цю команду привернув увагу представників тренерського штабу клубу «ЧФР Клуж», до складу якого приєднався 2006 року. Відіграв за команду з Клужа наступні вісім сезонів своєї ігрової кар'єри. Відзначався досить високою надійністю, пропускаючи в іграх чемпіонату в середньому менше одного гола за матч. За цей час двічі виборював титул чемпіона Румунії, ставав володарем Кубка Румунії (тричі).
Згодом з 2014 по 2018 рік грав у складі команд «Тиргу-Муреш» та «Стяуа».
Завершив ігрову кар'єру у команді «КС Університатя», за яку виступав протягом 2018—2019 років.

## Виступи за збірну
У 2008 році провів свою першу і єдину гру у складі національної збірної Румунії. У її складі був одним із резервних воротарів на тогорічному чемпіонаті Європи в Австрії та Швейцарії.

## Титули і досягнення
- Чемпіон Румунії (3):

«ЧФР Клуж»: 2007-2008, 2009-2010, 2011-2012
- Володар Кубка Румунії (3):

«ЧФР Клуж»: 2007-2008, 2008-2009, 2009-2010
- Володар Суперкубка Румунії (3):

«ЧФР Клуж»: 2009, 2010
«Тиргу-Муреш»: 2015